# Nagyerzsébetlak
Nagyerzsébetlak-Lízika, vagy gyakran csak Szlovák Lízika (szerbül Бело Блато / Belo Blato, németül Elisenheim) település Szerbiában, a Vajdaságban, a Közép-bánsági körzetben.

## Fekvése
Nagybecskerektől 17 km-re délre, a Fehér-tó déli partján, Lukácsfalva délnyugati szomszédjában fekvő település.

## Története
Nagyerzsébetlak, azelőtt Torontál-Erzsébetlak, Elisenhain 1866-ban települt a német bánsági katonai határőrvidék területén. Eredeti neve Elisenheim volt.
1872-ben, a Határőrvidék feloszlatása után Torontál vármegyéhez csatolták.
1876-ban a Tisza áradása az egész falut elpusztította, ekkor lakosai elköltöztek. A falut 1887-ben telepítették be újból.
1910-ben 2088 lakosából 698 magyar, 229 német, 834 szlovák, 312 bolgár volt. Ebből 1095 római katolikus, 31 református, 929 evangélikus volt.
A trianoni békeszerződés előtt Torontál vármegye Nagybecskereki járásához tartozott.

## Területe
A vidék 74 méteres tengerszint feletti magassága enyhén kiemelkedő szigetet képez a Kárpát-medence déli részén. Valószínű, hogy területe egykoron szigetet alkotott a Pannon-tengeren. Nyugatról a Tisza, délnyugatról a Béga folyó övezi, keletre számos halastó található.

## Lakosság
A legutóbbi hivatalos népszámlálási adatok szerint (2002) a falunak 1477 lakosa volt, ebből 591 szlovák, 488 magyar, 128 bolgár és 118 szerb. A magyarok és bolgárok főleg római katolikus vallásúak (emiatt megkülönböztetetten bánáti bolgárok saját nyelvvel), míg az erzsébetlaki szlovákok hagyományosan a délvidéki szlovák evangélikus egyházhoz tartoznak. A szerbek rendszerint ortodoxnak vallják magukat.
A második világháborúig németek is éltek a faluban, a török idők után első telepesei is németek voltak. Erzsébetlak idősebb lakosai közül többen még ma is öt nyelvet beszélnek.

### Etnikai összetétel

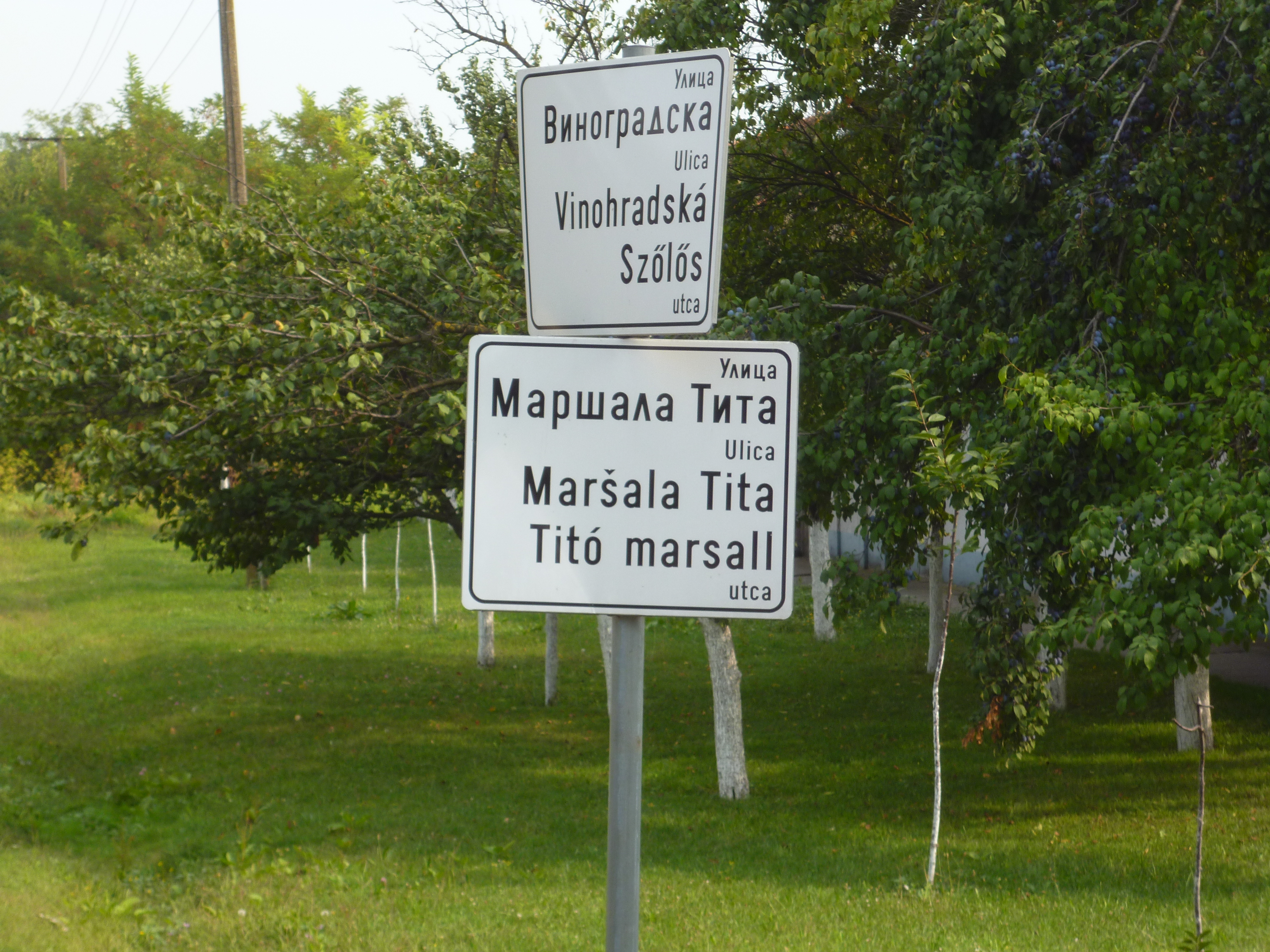
Utcanév Nagyerzsébetlak: szerb, szlovák nyelv és a magyar.

### Demográfiai változások
| 1948 | 1953 | 1961 | 1971 | 1981 | 1991 | 2002 | 2011 |
| ---- | ---- | ---- | ---- | ---- | ---- | ---- | ---- |
| 2159 | 2490 | 2031 | 1841 | 1764 | 1762 | 1477 | 1342 |

## Gazdaság
A falut övező 1600 holdnyi földterületből csak mintegy 600 hold művelhető. A kertészet mellett a lakosság jelentős része halászattal is foglalkozott, valamint a nád a környező ártereken szintén jelentős bevételt tesz lehetővé több család számára. A nádvágás ideje rendszerint novembertől februárig tart, amelyet, miután levágtak, kévékbe kötnek, majd pedig építő- és lakásdíszítő anyagként értékesítenek, főleg Németországban és Hollandiában.

## Nevezetességek
- Római katolikus temploma - 1896-ban épült
- Evangélikus temploma - 1903-ban épült